# THE GATESの1枚目のミュージックカード (タイトル無し)
『ミュージックカード (タイトル無し)』は、2012年12月29日にTHE GATESがリリースした1枚目のライブ・アルバムである。

## 解説
ミュージックカード専用レーベル『mondarake』の第一弾として発売。ライブ当日に発売され、ライブ終了後数時間でダウンロードが可能になるシステムとなっている。ライブ音源はMCなど全て収録されている。ただ音質はあまり良くない。ライブの模様が撮影された写真も収録されている。販売実績（総入場者数184人、販売枚数143枚、購入率78%）

## 収録曲
| 全編曲: THE GATES。 |                                                                              |      |      |
| #                   | タイトル                                                                     | 作詞 | 作曲 |
| 1.                  | 「The Gates Part I～そして彼が生まれた」(2曲連続)                            |      |      |
| 2.                  | 「すごい～ステューペッドの不安」(2曲連続)                                    |      |      |
| 3.                  | 「水の中へ～水槽を持った彼の不安」(2曲連続)                                  |      |      |
| 4.                  | 「あの通りだったっけ？」                                                     |      |      |
| 5.                  | 「全裸を許さない頭の社会に対するカラダ達の反抗～The Gates Part II」(2曲連続) |      |      |
| 6.                  | 「In The Dead Of Night～Brighton Rock」(2曲連続)                             |      |      |
| 7.                  | 「Tom Sawyer～Run Like Hell」(2曲連続)                                       |      |      |

## 楽曲解説
1. The Gates Part I
2. そして彼が生まれた
3. すごい
2013年3月に1stシングル THE GATESの1枚目のシングルに別バージョンで収録。
4. ステューペッドの不安
2013年3月に1stシングル THE GATESの1枚目のシングルに別バージョンで収録。
5. 水の中へ
6. 水槽を持った彼の不安
7. あの通りだったっけ?
8. 全裸を許さない頭の社会に対するカラダ達の反抗
この楽曲は渡辺と田口が学生時代に笠浩二らと活動していたバンド『ステーション』の楽曲『もしもおまえが天使なら』が元になっている。
9. The Gates Part II
10. In The Dead Of Night
11. Brighton Rock
12. Tom Sawyer
13. Run Like Hell